# المقاتل النهائي: فريق ماكغريغور ضد فريق فابر
المقاتل النهائي: فريق ماكغريغور ضد فريق فابر (بالإنجليزية: The Ultimate Fighter: Team McGregor vs. Team Faber)‏ المعروف أيضًا باسم المقاتل النهائي 22(بالإنجليزية: The Ultimate Fighter 22)‏ هو جزء من مسلسل يو إف سي التلفزيوني الواقعي المقاتل النهائي.